# Flèche wallonne féminine 2010
Cet article concerne l'édition féminine de la Flèche wallonne. Pour la course masculine, voir Flèche wallonne 2010.
La 13e édition de la Flèche wallonne féminine a eu lieu le 21 avril 2010. Elle fait partie du calendrier de la Coupe du monde de cyclisme sur route féminine 2010. La course est remportée par la Britannique Emma Pooley.

## Équipes
| Équipes féminines professionnelles (17)- ACS Chirio-Forno d'Asolo - Cervélo TestTeam - ESGL 93-GSD Gestion - Fenixs-Petrogradets - Gauss RDZ Ormu - Hitec Products - HTC-Columbia Women - Leontien.nl - Lotto Ladies - Nederland Bloeit - Noris cycling - Red Sun Cycling Team - Safi-Pasta Zara - SC Michela Fanini Record Rox - Top Girls Fassa Bortolo-Ghezzi - Valdarno - Vienne Futuroscope Équipes nationales (6)- Australie - Canada - France - Grande-Bretagne - Pays-Bas - Russie |
| |

## Parcours

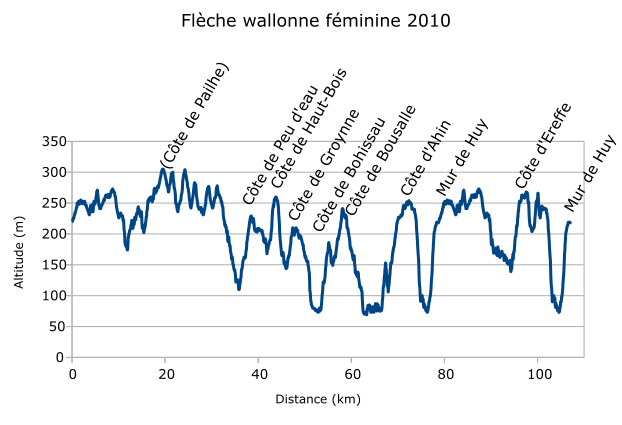
Profil de la course

Le parcours effectue deux boucles : une longue puis une courte. Il comporte neuf côtes ,:
| Num | Nom               | km    | Longueur (m) | Pente moyenne | km de l'arrivée |
| --- | ----------------- | ----- | ------------ | ------------- | --------------- |
| 1   | Côte de Peu d'Eau | 38,5  | 2 700        | 3,9 %         | 71              |
| 2   | Côte de Haut-Bois | 44,0  | 1 600        | 4,8 %         | 65,5            |
| 3   | Côte de Groynne   | 49,0  | 2 000        | 3,5 %         | 60,5            |
| 4   | Côte de Bohissau  | 55,0  | 1 300        | 7,6 %         | 54,5            |
| 5   | Côte de Bousalle  | 68,0  | 1 700        | 4,9 %         | 41,5            |
| 6   | Côte d'Ahin       | 69,0  | 2 300        | 6,5 %         | 40,5            |
| 7   | Mur de Huy        | 80    | 1 300        | 9,3 %         | 29,5            |
| 8   | Côte d'Ereffe     | 98,5  | 2 100        | 5,9 %         | 11              |
| 9   | Mur de Huy        | 109,5 | 1 300        | 9,3 %         | 0               |

## Favorites

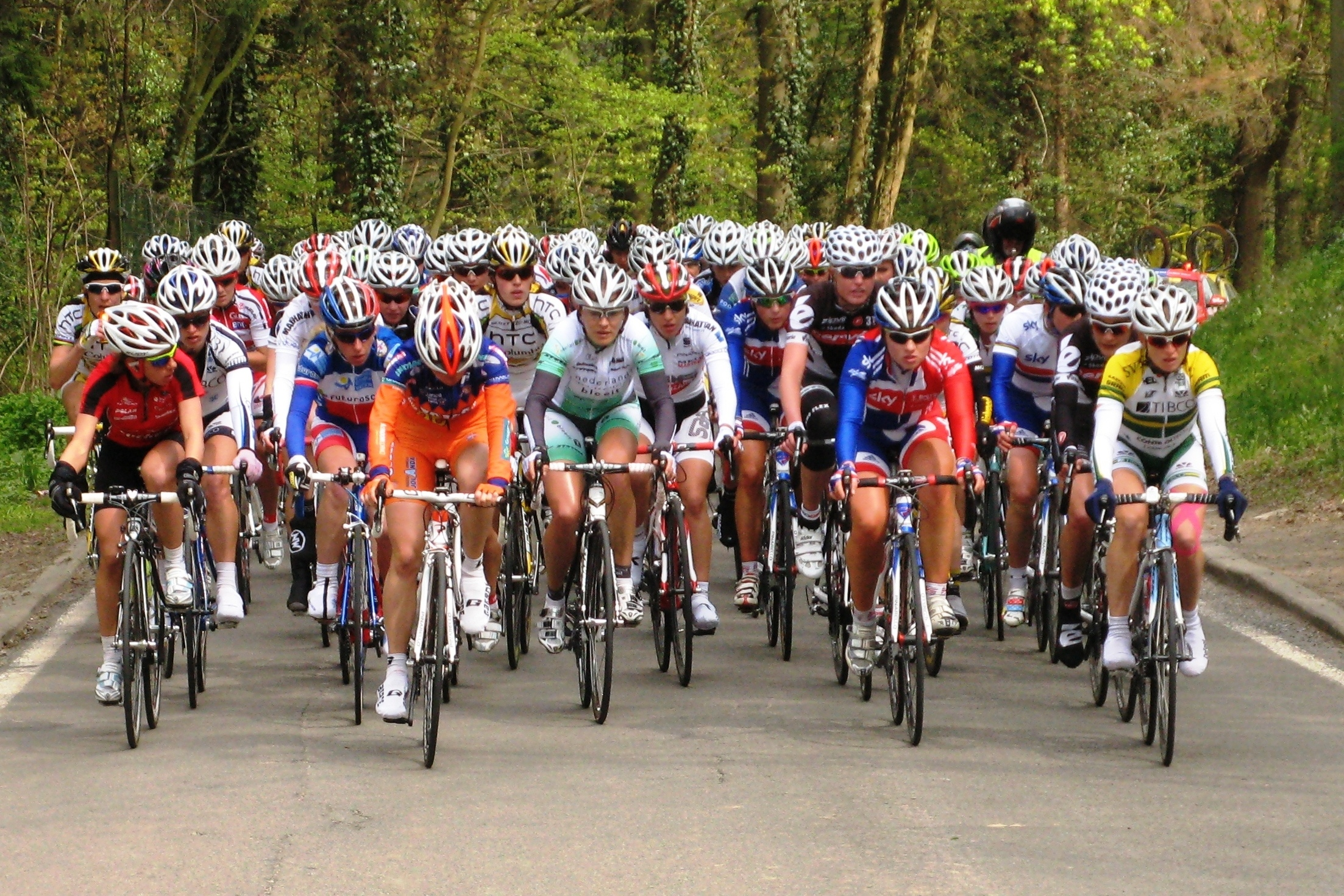
Peloton à Ben Ahin.

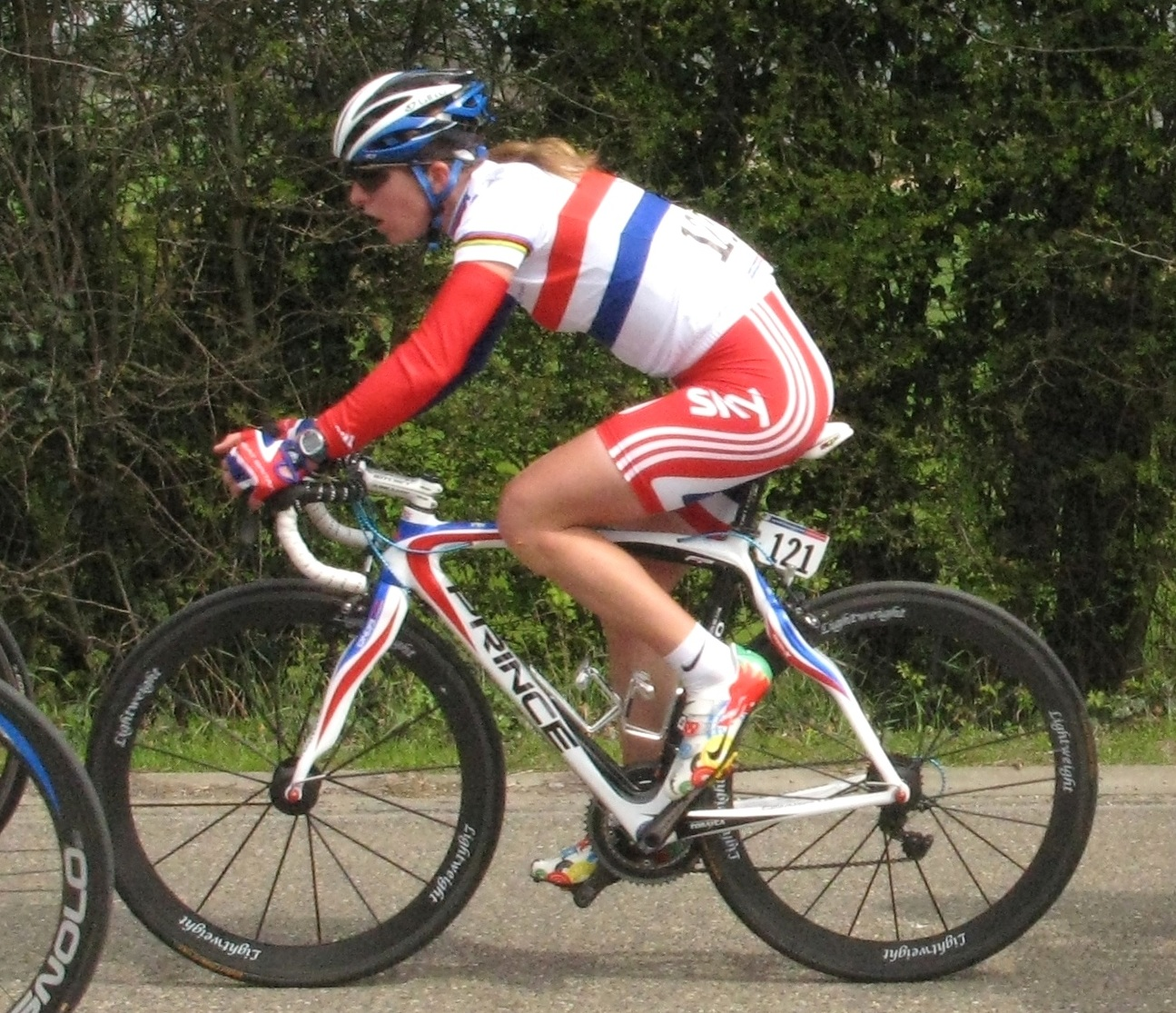
Nicole Cooke.

Podium café donne les triples vainqueurs Marianne Vos et Nicole Cooke favorites. Emma Johansson et Claudia Häusler semblent bien armées pour monter sur le podium. Emma Pooley et Grace Verbeke peuvent gagner en cas d'échappée. Noemi Cantele, Trixi Worrack et Olga Zabelinskaïa font également partie des outsiders.

## Récit de la course
Dans le mur de Huy, Evelyn Stevens mène le début de l'ascension. Peu avant la section la plus dure, Emma Pooley, impatiente, attaque. Elle distance définitivement ses adversaires. Nicole Cooke est deuxième et Emma Johansson troisième. Marianne Vos triple tenante du titre, est sixième.

## Classement final
| \| Classement général \| Classement général \| Classement général \| Classement général \| Classement général \| \| Coureuse \| Coureuse \| Pays \| Équipe \| Temps \| \| ------------------ \| ------------------ \| ------------------ \| ------------------------------ \| ------------------ \| \| 1re \| Emma Pooley \| Royaume-Uni \| Cervélo TestTeam \| 3 h 01 min 27 s \| \| 2e \| Nicole Cooke \| Royaume-Uni \| Grande-Bretagne \| + 8 s \| \| 3e \| Emma Johansson \| Suède \| Red Sun Cycling Team \| + 8 s \| \| 4e \| Grace Verbeke \| Belgique \| Lotto Ladies \| + 12 s \| \| 5e \| Evelyn Stevens \| États-Unis \| HTC-Columbia Women \| + 17 s \| \| 6e \| Marianne Vos \| Pays-Bas \| Nederland Bloeit \| + 22 s \| \| 7e \| Tatiana Guderzo \| Italie \| Valdarno \| + 22 s \| \| 8e \| Elena Berlato \| Italie \| Top Girls Fassa Bortolo-Ghezzi \| + 27 s \| \| 9e \| Judith Arndt \| Allemagne \| HTC-Columbia Women \| + 40 s \| \| 10e \| Eleonora Patuzzo \| Italie \| Safi-Pasta Zara \| + 42 s \| |                  |             |                                |                 |
| |                  |             |                                |                 |
| Sources : ProCyclingStats Cycling Quotient |                  |             |                                |                 |
| Classement général |                  |             |                                |                 |
| Coureuse | Coureuse         | Pays        | Équipe                         | Temps           |
| 1re | Emma Pooley      | Royaume-Uni | Cervélo TestTeam               | 3 h 01 min 27 s |
| 2e | Nicole Cooke     | Royaume-Uni | Grande-Bretagne                | + 8 s           |
| 3e | Emma Johansson   | Suède       | Red Sun Cycling Team           | + 8 s           |
| 4e | Grace Verbeke    | Belgique    | Lotto Ladies                   | + 12 s          |
| 5e | Evelyn Stevens   | États-Unis  | HTC-Columbia Women             | + 17 s          |
| 6e | Marianne Vos     | Pays-Bas    | Nederland Bloeit               | + 22 s          |
| 7e | Tatiana Guderzo  | Italie      | Valdarno                       | + 22 s          |
| 8e | Elena Berlato    | Italie      | Top Girls Fassa Bortolo-Ghezzi | + 27 s          |
| 9e | Judith Arndt     | Allemagne   | HTC-Columbia Women             | + 40 s          |
| 10e | Eleonora Patuzzo | Italie      | Safi-Pasta Zara                | + 42 s          |

### Points attribués
| Position           | 1er | 2e | 3e | 4e | 5e | 6e | 7e | 8e | 9e | 10e | 11e | 12e | 13e | 14e | 15e |
| Classement général | 100 | 70 | 40 | 30 | 25 | 20 | 15 | 10 | 9  | 8   | 7   | 6   | 5   | 4   | 3   |

## Liste des participantes
Note: les numéros de dossard ne sont pas connus précisément. Les dossards indiqués ci-dessous sont arbitraires.
| Nederland Bloeit ARC | Nederland Bloeit ARC       | Nederland Bloeit ARC |
| -------------------- | -------------------------- | -------------------- |
| Num                  | Coureuse                   | Pos                  |
| 1                    | Marianne Vos (NED) (route) | 6e                   |
| 2                    | Annemiek van Vleuten (NED) | 12e                  |
| 3                    | Loes Gunnewijk (NED)       | 22e                  |
| 4                    | Liesbet De Vocht (BEL)     | 41e                  |
| 5                    | Noortje Tabak (NED)        | 81e                  |
| 6                    | Janneke Busser Kanis (NED) | AB                   |

| Valdarno VAD | Valdarno VAD                   | Valdarno VAD |
| ------------ | ------------------------------ | ------------ |
| Num          | Coureuse                       | Pos          |
| 11           | Tatiana Guderzo (ITA)          | 7e           |
| 12           | Bridie O'Donnell (AUS)         | 29e          |
| 13           | Monia Baccaille (ITA) (route)  | 45e          |
| 15           | Marta Vilajosana (ESP) (route) | 96e          |
| 15           | Tania Belvederesi (ITA)        | AB           |
| 16           | Alessia Massaccesi (ITA)       | AB           |

| HTC-Columbia Women TCW | HTC-Columbia Women TCW        | HTC-Columbia Women TCW |
| ---------------------- | ----------------------------- | ---------------------- |
| Num                    | Coureuse                      | Pos                    |
| 21                     | Evelyn Stevens (USA)          | 5e                     |
| 22                     | Judith Arndt (GER)            | 9e                     |
| 23                     | Noemi Cantele (ITA)           | 15e                    |
| 24                     | Luise Keller (GER)            | 49e                    |
| 25                     | Linda Villumsen (NZL) (route) | 51e                    |
| 26                     | Kimberly Anderson (USA)       | 83e                    |

| Cervélo TestTeam CWT | Cervélo TestTeam CWT   | Cervélo TestTeam CWT |
| -------------------- | ---------------------- | -------------------- |
| Num                  | Coureuse               | Pos                  |
| 31                   | Emma Pooley (GBR)      | 1re                  |
| 32                   | Claudia Häusler (GER)  | 14e                  |
| 32                   | Sharon Laws (GBR)      | 11e                  |
| 34                   | Lieselot Decroix (BEL) | 17e                  |
| 35                   | Carla Ryan (AUS)       | 23e                  |
| 37                   | Regina Bruins (NED)    | 13e                  |

| Red Sun Cycling Team RSC | Red Sun Cycling Team RSC       | Red Sun Cycling Team RSC |
| ------------------------ | ------------------------------ | ------------------------ |
| Num                      | Coureuse                       | Pos                      |
| 41                       | Emma Johansson (SWE)           | 3e                       |
| 42                       | Ludivine Henrion (BEL) (route) | 25e                      |
| 43                       | Petra Dijkman (NED)            | 43e                      |
| 44                       | Latoya Brulee (BEL)            | 59e                      |
| 45                       | Emma Silversides (GBR)         | 63e                      |
| 46                       | Laure Werner (BEL)             | AB                       |

| Lotto Ladies LLT | Lotto Ladies LLT             | Lotto Ladies LLT |
| ---------------- | ---------------------------- | ---------------- |
| Num              | Coureuse                     | Pos              |
| 51               | Grace Verbeke (BEL)          | 4e               |
| 53               | Annelies Van Doorslaer (BEL) | 53e              |
| 54               | Catherine Delfosse (BEL)     | 62e              |
| 55               | Kim Schoonbaert (BEL)        | 70e              |
| 56               | Rochelle Gilmore (AUS)       | AB               |
| 56               | Veronica Andrèasson (SWE)    | 79e              |

| Gauss RDZ Ormu GAU | Gauss RDZ Ormu GAU      | Gauss RDZ Ormu GAU |
| ------------------ | ----------------------- | ------------------ |
| Num                | Coureuse                | Pos                |
| 61                 | Martine Bras (NED)      | 24e                |
| 62                 | Julia Martisova (RUS)   | 39e                |
| 63                 | Giada Borgato (ITA)     | 77e                |
| 64                 | Edita Pučinskaitė (LTU) | AB                 |
| 65                 | Alessandra Borchi (ITA) | AB                 |
| 66                 | Eleonora Suelotto (ITA) | AB                 |

| Pays-Bas NED | Pays-Bas NED         | Pays-Bas NED |
| ------------ | -------------------- | ------------ |
| Num          | Coureuse             | Pos          |
| 81           | Roxane Knetemann     | 60e          |
| 82           | Daphny van den Brand | 90e          |
| 83           | Anne Eversdijk       | AB           |
| 84           | Jacobien Kanis       | AB           |
| 85           | Anna van der Breggen | AB           |
| 86           | Lotte van Hoek       | AB           |

| Leontien.nl LNL | Leontien.nl LNL            | Leontien.nl LNL |
| --------------- | -------------------------- | --------------- |
| Num             | Coureuse                   | Pos             |
| 91              | Marijn de Vries (NED)      | 27e             |
| 92              | Andrea Bosman (NED)        | 28e             |
| 93              | Chantal Blaak (NED)        | 36e             |
| 94              | Marlijn Binnendijk (NED)   | 54e             |
| 95              | Anne De Wildt (NED)        | 76e             |
| 96              | Josien van Wingerden (NED) | 98e             |

| Australie AUS | Australie AUS    | Australie AUS |
| ------------- | ---------------- | ------------- |
| Num           | Coureuse         | Pos           |
| 101           | Tiffany Cromwell | 33e           |
| 102           | Rachel Neylan    | 38e           |
| 103           | Alexis Rhodes    | 73e           |
| 104           | Lauren Kitchen   | 99e           |
| 105           | Amanda Spratt    | AB            |
| 106           | Kirsty Broun     | AB            |

| Tibco-To the Top TIB | Tibco-To the Top TIB      | Tibco-To the Top TIB |
| -------------------- | ------------------------- | -------------------- |
| Num                  | Coureuse                  | Pos                  |
| 111                  | Joanne Kiesanowski (NZL)  | 44e                  |
| 112                  | Devon Haskell (USA)       | 58e                  |
| 113                  | Emma Mackie (AUS)         | 69e                  |
| 114                  | Brooke Miller (USA)       | 100e                 |
| 115                  | Ruth Corset (AUS) (route) | AB                   |
| 116                  | Megan Guarnier (USA)      | AB                   |

| Grande-Bretagne GBR | Grande-Bretagne GBR  | Grande-Bretagne GBR |
| ------------------- | -------------------- | ------------------- |
| Num                 | Coureuse             | Pos                 |
| 121                 | Nicole Cooke (route) | 2e                  |
| 122                 | Katie Colclough      | 42e                 |
| 123                 | Lucy Martin          | 75e                 |
| 124                 | Hannah Mayho         | AB                  |
| 126                 | Emma Trott           | 89e                 |

| Safi-Pasta Zara SAF | Safi-Pasta Zara SAF          | Safi-Pasta Zara SAF |
| ------------------- | ---------------------------- | ------------------- |
| Num                 | Coureuse                     | Pos                 |
| 131                 | Eleonora Patuzzo (ITA)       | 10e                 |
| 132                 | Sylwia Kapusta (POL)         | 21e                 |
| 133                 | Rasa Leleivytė (LTU) (route) | 40e                 |
| 134                 | Oxana Kozonchuk (RUS)        | 55e                 |
| 135                 | Marina Romoli (ITA)          | 57e                 |
| 136                 | Alona Andruk (UKR)           | 85e                 |

| Russie RUS | Russie RUS         | Russie RUS |
| ---------- | ------------------ | ---------- |
| Num        | Coureuse           | Pos        |
| 141        | Larissa Pankowa    | 52e        |
| 142        | Yulia Blindyuk     | 61e        |
| 143        | Anna Potokina      | 64e        |
| 144        | Anna Evseeva       | 95e        |
| 145        | Venera Absalyamova | AB         |

| Fenixs-Petrogradets FEN | Fenixs-Petrogradets FEN    | Fenixs-Petrogradets FEN |
| ----------------------- | -------------------------- | ----------------------- |
| Num                     | Coureuse                   | Pos                     |
| 151                     | Irina Molicheva (RUS)      | 30e                     |
| 152                     | Karin Aune (SWE)           | 56e                     |
| 153                     | Erika Vilūnaitė (LTU)      | 47e                     |
| 154                     | Corine Hierckens (BEL)     | 86e                     |
| 155                     | Linn Torp (NOR) (route)    | AB                      |
| 156                     | Svetlana Boubnenkova (RUS) | AB                      |

| France FRA | France FRA         | France FRA |
| ---------- | ------------------ | ---------- |
| Num        | Coureuse           | Pos        |
| 161        | Sylvie Riedle      | 67e        |
| 162        | Julie Krasniak     | 71e        |
| 163        | Émilie Blanquefort | 72e        |
| 164        | Amélie Rivat       | 87e        |
| 165        | Margot Ortega      | 102e       |
| 166        | Vicky Fournial     |            |

| SC Michela Fanini Record Rox MIC | SC Michela Fanini Record Rox MIC | SC Michela Fanini Record Rox MIC |
| -------------------------------- | -------------------------------- | -------------------------------- |
| Num                              | Coureuse                         | Pos                              |
| 171                              | Edwige Pitel (FRA)               | 18e                              |
| 172                              | Martina Růžičková (CZE) (route)  | 103e                             |
| 173                              | Barbara Guarischi (ITA)          | AB                               |
| 174                              | Giulia Lazzerini (ITA)           | AB                               |
| 175                              | Nina Ovcharenko (UKR)            | AB                               |
| 176                              | Carly Hibberd (AUS)              | AB                               |

| Topsport Vlaanderen-Thompson VLL | Topsport Vlaanderen-Thompson VLL | Topsport Vlaanderen-Thompson VLL |
| -------------------------------- | -------------------------------- | -------------------------------- |
| Num                              | Coureuse                         | Pos                              |
| 181                              | Jessie Daams (BEL)               | 26e                              |
| 182                              | Sjoukje Dufoer (BEL)             | 48e                              |
| 183                              | Katrien Van Looy (BEL)           | AB                               |
| 184                              | Anisha Vekemans (BEL)            | AB                               |
| 185                              | Els Belmans (BEL)                | AB                               |

| Top Girls Fassa Bortolo-Ghezzi TOG | Top Girls Fassa Bortolo-Ghezzi TOG | Top Girls Fassa Bortolo-Ghezzi TOG |
| ---------------------------------- | ---------------------------------- | ---------------------------------- |
| Num                                | Coureuse                           | Pos                                |
| 191                                | Valentina Carretta (ITA)           | 20e                                |
| 192                                | Elena Berlato (ITA)                | 8e                                 |
| 193                                | Silvia Valsecchi (ITA)             | 68e                                |
| 194                                | Sigrid Corneo (SLO) (route)        | 80e                                |
| 195                                | Gloria Presti (ITA)                | 94e                                |
| 196                                | Valentina Bastianelli (ITA)        | AB                                 |

| Hitec Products-UCK HPU | Hitec Products-UCK HPU      | Hitec Products-UCK HPU |
| ---------------------- | --------------------------- | ---------------------- |
| Num                    | Coureuse                    | Pos                    |
| 201                    | Frøydis Meen Wærsted (NOR)  | 50e                    |
| 202                    | Jacqueline Hahn (AUT)       | 65e                    |
| 203                    | Lisa Brennauer (GER)        | AB                     |
| 204                    | Margriet Helena Kloppenburg | AB                     |
| 205                    | Tone Hatteland Lima (NOR)   | AB                     |
| 206                    | Maria Grandt Petersen       | AB                     |

| Vienne Futuroscope FUT | Vienne Futuroscope FUT                 | Vienne Futuroscope FUT |
| ---------------------- | -------------------------------------- | ---------------------- |
| Num                    | Coureuse                               | Pos                    |
| 211                    | Julie Beveridge (CAN)                  | 31e                    |
| 212                    | Christel Ferrier-Bruneau (FRA) (route) | 46e                    |
| 213                    | Emmanuelle Merlot (FRA)                | 92e                    |
| 214                    | Nadia Triquet-Claude (FRA)             | AB                     |
| 215                    | Nathalie Jeuland (FRA)                 | AB                     |

| Canada CAN | Canada CAN             | Canada CAN |
| ---------- | ---------------------- | ---------- |
| Num        | Coureuse               | Pos        |
| 221        | Denise Ramsden         | 35e        |
| 222        | Heather Logan-Sprenger | 82e        |
| 223        | Moriah Jo McGregor     | 91e        |
| 224        | Joanie Caron           | AB         |
| 225        | Amy Dearden            | AB         |
| 226        | Leah Kirchmann         | AB         |

| ESGL 93-GSD Gestion ESG | ESGL 93-GSD Gestion ESG | ESGL 93-GSD Gestion ESG |
| ----------------------- | ----------------------- | ----------------------- |
| Num                     | Coureuse                | Pos                     |
| 231                     | Eugénie Mermillod (FRA) | 19e                     |
| 232                     | Christine Majerus (LUX) | 37e                     |
| 233                     | Mélodie Lesueur (FRA)   | 74e                     |
| 234                     | Mélanie Bravard (FRA)   | 78e                     |
| 235                     | Marion Rousse (FRA)     | AB                      |
| 236                     | Aurore Verhoeven (FRA)  | AB                      |

| ACS Chirio-Forno d'Asolo USC | ACS Chirio-Forno d'Asolo USC   | ACS Chirio-Forno d'Asolo USC |
| ---------------------------- | ------------------------------ | ---------------------------- |
| Num                          | Coureuse                       | Pos                          |
| 241                          | Olena Oliinyk (UKR)            | 16e                          |
| 242                          | Uênia Fernandes Da Souza (BRA) | 66e                          |
| 243                          | Tetyana Riabchenko (UKR)       | 88e                          |
| 244                          | Edita Ungurytė (LTU)           | 101e                         |
| 245                          | Rosane Kirch (BRA)             | AB                           |
| 246                          | Marcia Fernandes (BRA)         | AB                           |

| Noris cycling NUR | Noris cycling NUR      | Noris cycling NUR |
| ----------------- | ---------------------- | ----------------- |
| Num               | Coureuse               | Pos               |
| 251               | Trixi Worrack (GER)    | 32e               |
| 252               | Bianca Purath (GER)    | 34e               |
| 253               | Madeleine Sandig (GER) | 93e               |
| 254               | Marlen Jöhrend (GER)   | 84e               |
| 255               | Stephanie Pohl (GER)   | 97e               |

| Nederland Bloeit ARC | Nederland Bloeit ARC       | Nederland Bloeit ARC |
| -------------------- | -------------------------- | -------------------- |
| Num                  | Coureuse                   | Pos                  |
| 1                    | Marianne Vos (NED) (route) | 6e                   |
| 2                    | Annemiek van Vleuten (NED) | 12e                  |
| 3                    | Loes Gunnewijk (NED)       | 22e                  |
| 4                    | Liesbet De Vocht (BEL)     | 41e                  |
| 5                    | Noortje Tabak (NED)        | 81e                  |
| 6                    | Janneke Busser Kanis (NED) | AB                   |

| Valdarno VAD | Valdarno VAD                   | Valdarno VAD |
| ------------ | ------------------------------ | ------------ |
| Num          | Coureuse                       | Pos          |
| 11           | Tatiana Guderzo (ITA)          | 7e           |
| 12           | Bridie O'Donnell (AUS)         | 29e          |
| 13           | Monia Baccaille (ITA) (route)  | 45e          |
| 15           | Marta Vilajosana (ESP) (route) | 96e          |
| 15           | Tania Belvederesi (ITA)        | AB           |
| 16           | Alessia Massaccesi (ITA)       | AB           |

| HTC-Columbia Women TCW | HTC-Columbia Women TCW        | HTC-Columbia Women TCW |
| ---------------------- | ----------------------------- | ---------------------- |
| Num                    | Coureuse                      | Pos                    |
| 21                     | Evelyn Stevens (USA)          | 5e                     |
| 22                     | Judith Arndt (GER)            | 9e                     |
| 23                     | Noemi Cantele (ITA)           | 15e                    |
| 24                     | Luise Keller (GER)            | 49e                    |
| 25                     | Linda Villumsen (NZL) (route) | 51e                    |
| 26                     | Kimberly Anderson (USA)       | 83e                    |

| Cervélo TestTeam CWT | Cervélo TestTeam CWT   | Cervélo TestTeam CWT |
| -------------------- | ---------------------- | -------------------- |
| Num                  | Coureuse               | Pos                  |
| 31                   | Emma Pooley (GBR)      | 1re                  |
| 32                   | Claudia Häusler (GER)  | 14e                  |
| 32                   | Sharon Laws (GBR)      | 11e                  |
| 34                   | Lieselot Decroix (BEL) | 17e                  |
| 35                   | Carla Ryan (AUS)       | 23e                  |
| 37                   | Regina Bruins (NED)    | 13e                  |

| Red Sun Cycling Team RSC | Red Sun Cycling Team RSC       | Red Sun Cycling Team RSC |
| ------------------------ | ------------------------------ | ------------------------ |
| Num                      | Coureuse                       | Pos                      |
| 41                       | Emma Johansson (SWE)           | 3e                       |
| 42                       | Ludivine Henrion (BEL) (route) | 25e                      |
| 43                       | Petra Dijkman (NED)            | 43e                      |
| 44                       | Latoya Brulee (BEL)            | 59e                      |
| 45                       | Emma Silversides (GBR)         | 63e                      |
| 46                       | Laure Werner (BEL)             | AB                       |

| Lotto Ladies LLT | Lotto Ladies LLT             | Lotto Ladies LLT |
| ---------------- | ---------------------------- | ---------------- |
| Num              | Coureuse                     | Pos              |
| 51               | Grace Verbeke (BEL)          | 4e               |
| 53               | Annelies Van Doorslaer (BEL) | 53e              |
| 54               | Catherine Delfosse (BEL)     | 62e              |
| 55               | Kim Schoonbaert (BEL)        | 70e              |
| 56               | Rochelle Gilmore (AUS)       | AB               |
| 56               | Veronica Andrèasson (SWE)    | 79e              |

| Gauss RDZ Ormu GAU | Gauss RDZ Ormu GAU      | Gauss RDZ Ormu GAU |
| ------------------ | ----------------------- | ------------------ |
| Num                | Coureuse                | Pos                |
| 61                 | Martine Bras (NED)      | 24e                |
| 62                 | Julia Martisova (RUS)   | 39e                |
| 63                 | Giada Borgato (ITA)     | 77e                |
| 64                 | Edita Pučinskaitė (LTU) | AB                 |
| 65                 | Alessandra Borchi (ITA) | AB                 |
| 66                 | Eleonora Suelotto (ITA) | AB                 |

| Pays-Bas NED | Pays-Bas NED         | Pays-Bas NED |
| ------------ | -------------------- | ------------ |
| Num          | Coureuse             | Pos          |
| 81           | Roxane Knetemann     | 60e          |
| 82           | Daphny van den Brand | 90e          |
| 83           | Anne Eversdijk       | AB           |
| 84           | Jacobien Kanis       | AB           |
| 85           | Anna van der Breggen | AB           |
| 86           | Lotte van Hoek       | AB           |

| Leontien.nl LNL | Leontien.nl LNL            | Leontien.nl LNL |
| --------------- | -------------------------- | --------------- |
| Num             | Coureuse                   | Pos             |
| 91              | Marijn de Vries (NED)      | 27e             |
| 92              | Andrea Bosman (NED)        | 28e             |
| 93              | Chantal Blaak (NED)        | 36e             |
| 94              | Marlijn Binnendijk (NED)   | 54e             |
| 95              | Anne De Wildt (NED)        | 76e             |
| 96              | Josien van Wingerden (NED) | 98e             |

| Australie AUS | Australie AUS    | Australie AUS |
| ------------- | ---------------- | ------------- |
| Num           | Coureuse         | Pos           |
| 101           | Tiffany Cromwell | 33e           |
| 102           | Rachel Neylan    | 38e           |
| 103           | Alexis Rhodes    | 73e           |
| 104           | Lauren Kitchen   | 99e           |
| 105           | Amanda Spratt    | AB            |
| 106           | Kirsty Broun     | AB            |

| Tibco-To the Top TIB | Tibco-To the Top TIB      | Tibco-To the Top TIB |
| -------------------- | ------------------------- | -------------------- |
| Num                  | Coureuse                  | Pos                  |
| 111                  | Joanne Kiesanowski (NZL)  | 44e                  |
| 112                  | Devon Haskell (USA)       | 58e                  |
| 113                  | Emma Mackie (AUS)         | 69e                  |
| 114                  | Brooke Miller (USA)       | 100e                 |
| 115                  | Ruth Corset (AUS) (route) | AB                   |
| 116                  | Megan Guarnier (USA)      | AB                   |

| Grande-Bretagne GBR | Grande-Bretagne GBR  | Grande-Bretagne GBR |
| ------------------- | -------------------- | ------------------- |
| Num                 | Coureuse             | Pos                 |
| 121                 | Nicole Cooke (route) | 2e                  |
| 122                 | Katie Colclough      | 42e                 |
| 123                 | Lucy Martin          | 75e                 |
| 124                 | Hannah Mayho         | AB                  |
| 126                 | Emma Trott           | 89e                 |

| Safi-Pasta Zara SAF | Safi-Pasta Zara SAF          | Safi-Pasta Zara SAF |
| ------------------- | ---------------------------- | ------------------- |
| Num                 | Coureuse                     | Pos                 |
| 131                 | Eleonora Patuzzo (ITA)       | 10e                 |
| 132                 | Sylwia Kapusta (POL)         | 21e                 |
| 133                 | Rasa Leleivytė (LTU) (route) | 40e                 |
| 134                 | Oxana Kozonchuk (RUS)        | 55e                 |
| 135                 | Marina Romoli (ITA)          | 57e                 |
| 136                 | Alona Andruk (UKR)           | 85e                 |

| Russie RUS | Russie RUS         | Russie RUS |
| ---------- | ------------------ | ---------- |
| Num        | Coureuse           | Pos        |
| 141        | Larissa Pankowa    | 52e        |
| 142        | Yulia Blindyuk     | 61e        |
| 143        | Anna Potokina      | 64e        |
| 144        | Anna Evseeva       | 95e        |
| 145        | Venera Absalyamova | AB         |

| Fenixs-Petrogradets FEN | Fenixs-Petrogradets FEN    | Fenixs-Petrogradets FEN |
| ----------------------- | -------------------------- | ----------------------- |
| Num                     | Coureuse                   | Pos                     |
| 151                     | Irina Molicheva (RUS)      | 30e                     |
| 152                     | Karin Aune (SWE)           | 56e                     |
| 153                     | Erika Vilūnaitė (LTU)      | 47e                     |
| 154                     | Corine Hierckens (BEL)     | 86e                     |
| 155                     | Linn Torp (NOR) (route)    | AB                      |
| 156                     | Svetlana Boubnenkova (RUS) | AB                      |

| France FRA | France FRA         | France FRA |
| ---------- | ------------------ | ---------- |
| Num        | Coureuse           | Pos        |
| 161        | Sylvie Riedle      | 67e        |
| 162        | Julie Krasniak     | 71e        |
| 163        | Émilie Blanquefort | 72e        |
| 164        | Amélie Rivat       | 87e        |
| 165        | Margot Ortega      | 102e       |
| 166        | Vicky Fournial     |            |

| SC Michela Fanini Record Rox MIC | SC Michela Fanini Record Rox MIC | SC Michela Fanini Record Rox MIC |
| -------------------------------- | -------------------------------- | -------------------------------- |
| Num                              | Coureuse                         | Pos                              |
| 171                              | Edwige Pitel (FRA)               | 18e                              |
| 172                              | Martina Růžičková (CZE) (route)  | 103e                             |
| 173                              | Barbara Guarischi (ITA)          | AB                               |
| 174                              | Giulia Lazzerini (ITA)           | AB                               |
| 175                              | Nina Ovcharenko (UKR)            | AB                               |
| 176                              | Carly Hibberd (AUS)              | AB                               |

| Topsport Vlaanderen-Thompson VLL | Topsport Vlaanderen-Thompson VLL | Topsport Vlaanderen-Thompson VLL |
| -------------------------------- | -------------------------------- | -------------------------------- |
| Num                              | Coureuse                         | Pos                              |
| 181                              | Jessie Daams (BEL)               | 26e                              |
| 182                              | Sjoukje Dufoer (BEL)             | 48e                              |
| 183                              | Katrien Van Looy (BEL)           | AB                               |
| 184                              | Anisha Vekemans (BEL)            | AB                               |
| 185                              | Els Belmans (BEL)                | AB                               |

| Top Girls Fassa Bortolo-Ghezzi TOG | Top Girls Fassa Bortolo-Ghezzi TOG | Top Girls Fassa Bortolo-Ghezzi TOG |
| ---------------------------------- | ---------------------------------- | ---------------------------------- |
| Num                                | Coureuse                           | Pos                                |
| 191                                | Valentina Carretta (ITA)           | 20e                                |
| 192                                | Elena Berlato (ITA)                | 8e                                 |
| 193                                | Silvia Valsecchi (ITA)             | 68e                                |
| 194                                | Sigrid Corneo (SLO) (route)        | 80e                                |
| 195                                | Gloria Presti (ITA)                | 94e                                |
| 196                                | Valentina Bastianelli (ITA)        | AB                                 |

| Hitec Products-UCK HPU | Hitec Products-UCK HPU      | Hitec Products-UCK HPU |
| ---------------------- | --------------------------- | ---------------------- |
| Num                    | Coureuse                    | Pos                    |
| 201                    | Frøydis Meen Wærsted (NOR)  | 50e                    |
| 202                    | Jacqueline Hahn (AUT)       | 65e                    |
| 203                    | Lisa Brennauer (GER)        | AB                     |
| 204                    | Margriet Helena Kloppenburg | AB                     |
| 205                    | Tone Hatteland Lima (NOR)   | AB                     |
| 206                    | Maria Grandt Petersen       | AB                     |

| Vienne Futuroscope FUT | Vienne Futuroscope FUT                 | Vienne Futuroscope FUT |
| ---------------------- | -------------------------------------- | ---------------------- |
| Num                    | Coureuse                               | Pos                    |
| 211                    | Julie Beveridge (CAN)                  | 31e                    |
| 212                    | Christel Ferrier-Bruneau (FRA) (route) | 46e                    |
| 213                    | Emmanuelle Merlot (FRA)                | 92e                    |
| 214                    | Nadia Triquet-Claude (FRA)             | AB                     |
| 215                    | Nathalie Jeuland (FRA)                 | AB                     |

| Canada CAN | Canada CAN             | Canada CAN |
| ---------- | ---------------------- | ---------- |
| Num        | Coureuse               | Pos        |
| 221        | Denise Ramsden         | 35e        |
| 222        | Heather Logan-Sprenger | 82e        |
| 223        | Moriah Jo McGregor     | 91e        |
| 224        | Joanie Caron           | AB         |
| 225        | Amy Dearden            | AB         |
| 226        | Leah Kirchmann         | AB         |

| ESGL 93-GSD Gestion ESG | ESGL 93-GSD Gestion ESG | ESGL 93-GSD Gestion ESG |
| ----------------------- | ----------------------- | ----------------------- |
| Num                     | Coureuse                | Pos                     |
| 231                     | Eugénie Mermillod (FRA) | 19e                     |
| 232                     | Christine Majerus (LUX) | 37e                     |
| 233                     | Mélodie Lesueur (FRA)   | 74e                     |
| 234                     | Mélanie Bravard (FRA)   | 78e                     |
| 235                     | Marion Rousse (FRA)     | AB                      |
| 236                     | Aurore Verhoeven (FRA)  | AB                      |

| ACS Chirio-Forno d'Asolo USC | ACS Chirio-Forno d'Asolo USC   | ACS Chirio-Forno d'Asolo USC |
| ---------------------------- | ------------------------------ | ---------------------------- |
| Num                          | Coureuse                       | Pos                          |
| 241                          | Olena Oliinyk (UKR)            | 16e                          |
| 242                          | Uênia Fernandes Da Souza (BRA) | 66e                          |
| 243                          | Tetyana Riabchenko (UKR)       | 88e                          |
| 244                          | Edita Ungurytė (LTU)           | 101e                         |
| 245                          | Rosane Kirch (BRA)             | AB                           |
| 246                          | Marcia Fernandes (BRA)         | AB                           |

| Noris cycling NUR | Noris cycling NUR      | Noris cycling NUR |
| ----------------- | ---------------------- | ----------------- |
| Num               | Coureuse               | Pos               |
| 251               | Trixi Worrack (GER)    | 32e               |
| 252               | Bianca Purath (GER)    | 34e               |
| 253               | Madeleine Sandig (GER) | 93e               |
| 254               | Marlen Jöhrend (GER)   | 84e               |
| 255               | Stephanie Pohl (GER)   | 97e               |